# レイモンド・スプルーアンス
レイモンド・エイムズ・スプルーアンス（Raymond Ames Spruance、1886年7月3日 - 1969年12月13日）は、アメリカ合衆国の海軍軍人。最終階級は海軍大将。

## 生涯
1886年7月3日、アメリカ合衆国メリーランド州ボルチモアで、アレクサンダー・スプルーアンス（Alexander Spruance）とアンナ・エイムズ・スプルーアンス（Anna Ames Spruance）の長男として産まれた。誕生後、インディアナ州インディアナポリスの家で育つ。父親の家系は奴隷所有の大規模農場経営や商人を経てインディアナポリスに土着した一族で、母親の実家ヒス家はマサチューセッツのヤンキー（「オランダ系移民」の意）の9代目にあたるボルチモアの裕福な家系で、母親は16歳の時に叔父のいるイタリア・ジェノヴァへの留学歴がある。他に家族は3歳年下の弟ビリーと6歳年下の弟フィリップがいたが、フィリップが病弱で知的障害者だったため、母親は6歳のレイモンドをボルチモアの実家に預けることにした。こうして思春期を両親・弟2人と離れて暮らすことになった。高校生の時に居候先の母親の実家ヒス家が破産し、やむなくインディアナポリスの実家に帰ったが、スプルーアンス家も、父親のアレクサンダーは破産して仕事もせずにブラブラしている世捨て人で、ボブズ・メリル社の編集者であった母親のアンナの収入に頼っていた。
1903年、アナポリス（アメリカ海軍兵学校）に入学。大学進学は経済的に困難であったため、無料で高等教育が受けられるということで受験した。当時アナポリスでは上級生が下級生にリンチ (en:Hazing) を加える状態にあったが、スプルーアンスは我関せずといった態度で過ごしていた。士官不足に伴う卒業繰上げ政策で半年卒業が繰り上がり、1906年9月12日に209名中21番目の席次で卒業する。少尉候補生として、戦艦アイオワ（BB-4）に乗組みとなり、1907年に「アイオワ」が除籍になるとグレート・ホワイト・フリートの一隻であった新鋭戦艦「ミネソタ」（BB-22）に転属、12月からの世界巡航に出発し、1908年10月に最初の寄港地日本におけるガーデン・パーティーで東郷平八郎と出会う。後の上官チェスター・ニミッツほど熱烈な敬意では無いものの、東郷の颯爽とした姿に日本国民に対する敬愛の念を抱いた。1909年2月、帰国後、電気技術の研修生としてゼネラル・エレクトリック社に1年間勤務。1910年、少尉に任官。戦艦「コネチカット」（BB-18）乗組みとなり、1911年10月に巡洋艦「シンシナティ」（C-7）に機関将校として赴任。1912年、成績優秀につき、中尉に昇進した。1913年、駆逐艦「ベインブリッジ」（DD-1）の艦長となった。

### 第一次世界大戦
1914年5月、大尉に昇進、アメリカ本国に帰国。ヴァージニア州ニューポート・ニューズ造船所に海軍監督官として赴任。1914年8月、第一次世界大戦が勃発。12月、幼馴染のマーガレット・ディーンと結婚した。造船所で戦艦「ペンシルベニア」（BB-38）が進水すると同艦の電気担当士官として乗艦。1917年、ブルックリンの海軍工廠に転属し、戦時特例で少佐に昇進した。1918年、士官不足が深刻化し、戦時特例で中佐に昇進した。
1918年11月、終戦。戦後はドイツの客船「カイザー・ヴィルヘルムII世」の捕獲・改良輸送船「アガメムノン」の副長に就任してヨーロッパのアメリカ兵の帰国輸送に従事した。
戦後に転職を考えていたが、岳父から「お前は正直すぎてビジネスには全く向いていない」とアドバイスされて海軍に残った。
1920年、駆逐艦「アーロン・ワード」の艦長に就任。この駆逐艦を含む6隻からなる駆逐隊の司令はウィリアム・ハルゼー中佐であった。ハルゼーはスプルーアンスを「駆逐艦の艦長としてきわめて優れた技能を持っているだけでなく、その性格ならびに頭脳においても、きわめて優れた人物である」と評し、スプルーアンスもハルゼーの統率力と勇敢な攻撃精神に尊敬の念を持つようになった。また、お互い家族ぐるみの付き合いをするようになっている。1921年、海軍省技術部電気課長に就任。同年、父アレキサンダーが死去。1922年、中佐に昇進。1924年、ヨーロッパ・アメリカ海軍部隊参謀を拝命。部隊のいるフランス・シェルブールに家族と共に引っ越した。その後、一時的に帰国し、駆逐艦「オズボーン」艦長を拝命。前任の艦長であるハルゼーは交代の際に乗組員に対し、「新しい艦長は良い艦長になるから生真面目さだけで誤解しないよう」と言い含めた。1926年、海軍大学校に入学。1927年、卒業。海軍作戦部情報課勤務となった。この時、日本大使館駐在武官・坂野常善大佐や伊藤整一中佐と親交があった。1929年、戦艦「ミシシッピ」（BB-41）副長に就任。1931年、海軍大学に戻り、通信教育部門の責任者となった。同年、大佐に昇進。1933年3月、合衆国艦隊偵察艦隊駆逐艦群の参謀長に就任。1935年、海軍大学に勤務。1938年、戦艦「ミシシッピ」に艦長として赴任した。1940年2月、少将に昇進し、第10海軍区（カリブ海と西印度諸島）の初代司令官に就任。プエルトリコ基地建設に従事した。1941年初頭、大西洋分艦隊司令官アーネスト・キング少将からクレブラ島上陸作戦演習見学の招待があり参加している。

### 太平洋戦争
1941年9月、太平洋艦隊所属の第5巡洋艦戦隊司令官に就任。指揮下にあるのは重巡洋艦4隻(「ノーザンプトン」「チェスター」「ペンサコーラ」「ソルトレイクシティ」)に過ぎず、戦艦部隊司令官を望んでいたスプルーアンスをがっかりさせたが、別の任務候補が海軍省兵器部と大西洋艦隊参謀長だったため、ワシントンに行くよりはマシだと思って辞令を受諾した。9月、真珠湾に到着すると「ノーザンプトン」に将旗を掲げた。11月28日、ウェーク島に航空機を輸送する任務を帯びたハルゼー中将指揮の第8任務部隊の一部隊を率いて真珠湾を出港した。1941年12月、太平洋戦争が勃発。開戦時はホノルル西方200マイルの洋上におり、真珠湾への帰路途上であった。

#### 第16任務部隊司令官
1942年5月末、第16任務部隊司令官のウィリアム・ハルゼーが皮膚病にかかって入院する際に、代理指揮官にスプルーアンスを指名した。第16任務部隊は空母部隊であり、スプルーアンスは航空は専門外であった。参戦時のアメリカ海軍には、まだ航空部門の将官は少なく、3人の空母部隊司令官のうち、航空部門出身の司令官はハルゼー中将のみで、他のウィルソン・ブラウン少将、フランク・J・フレッチャー少将はいずれも水上部門出身であり、スプルーアンスの起用は異例のことではなかった。
ハルゼーは、条件として副官以外の幕僚はハルゼーの幕僚をそのまま引き継ぐことと、旗艦は空母「エンタープライズ」に置くことが定められていた。これを受諾すると、副官ロバート・オリバー中尉だけ連れて「エンタープライズ」に乗艦し出港、1日遅れで出港したフレッチャー少将の第17任務部隊と、ミッドウェー島北東の「ポイント・ラック」と呼ばれた地点で合流、フレッチャー提督指揮の下、当時予期されていた日本軍のミッドウェー島攻略に対する迎撃の準備に就いた。第16任務部隊の幕僚の面々はスプルーアンスのことを航空のキャリアが無いことだけしか知らなかったが、初めての会食の席上スプルーアンスは「諸君、私は諸君の1人ひとりについて、いささかの不安の念も持っていないということを、先ずはっきりさせておきたい。もし1人でもそうでない人物がいたら、ビル・ハルゼーが君達をこのままにしておくはずがないからだ」と明言して信頼を勝ち得た。
太平洋艦隊司令長官チェスター・ニミッツ大将はスプルーアンスに「日本軍がミッドウェーを占領しても、われわれは、あとからゆっくり取り返せばいい、戦況不利なら退却したまえ」と語った。
1942年6月、ミッドウェー海戦を指揮し、日本の空母4隻を撃沈する勝利を得た。
1942年9月、太平洋艦隊参謀長（司令長官はチェスター・ニミッツ大将）に就任。ニミッツの官舎に居候しており、公私に渡って行動を共にしている。ニミッツも次第に自分に対する用件を全てスプルーアンス経由にするほど信頼するようになった。1942年10月、南太平洋艦隊司令官ロバート・ゴームレー中将からのガダルカナルに関する悲観的な報告に業を煮やしたニミッツの指示で、スプルーアンスは復帰したハルゼー中将と共に現地視察に赴いている。

#### 第5艦隊司令長官

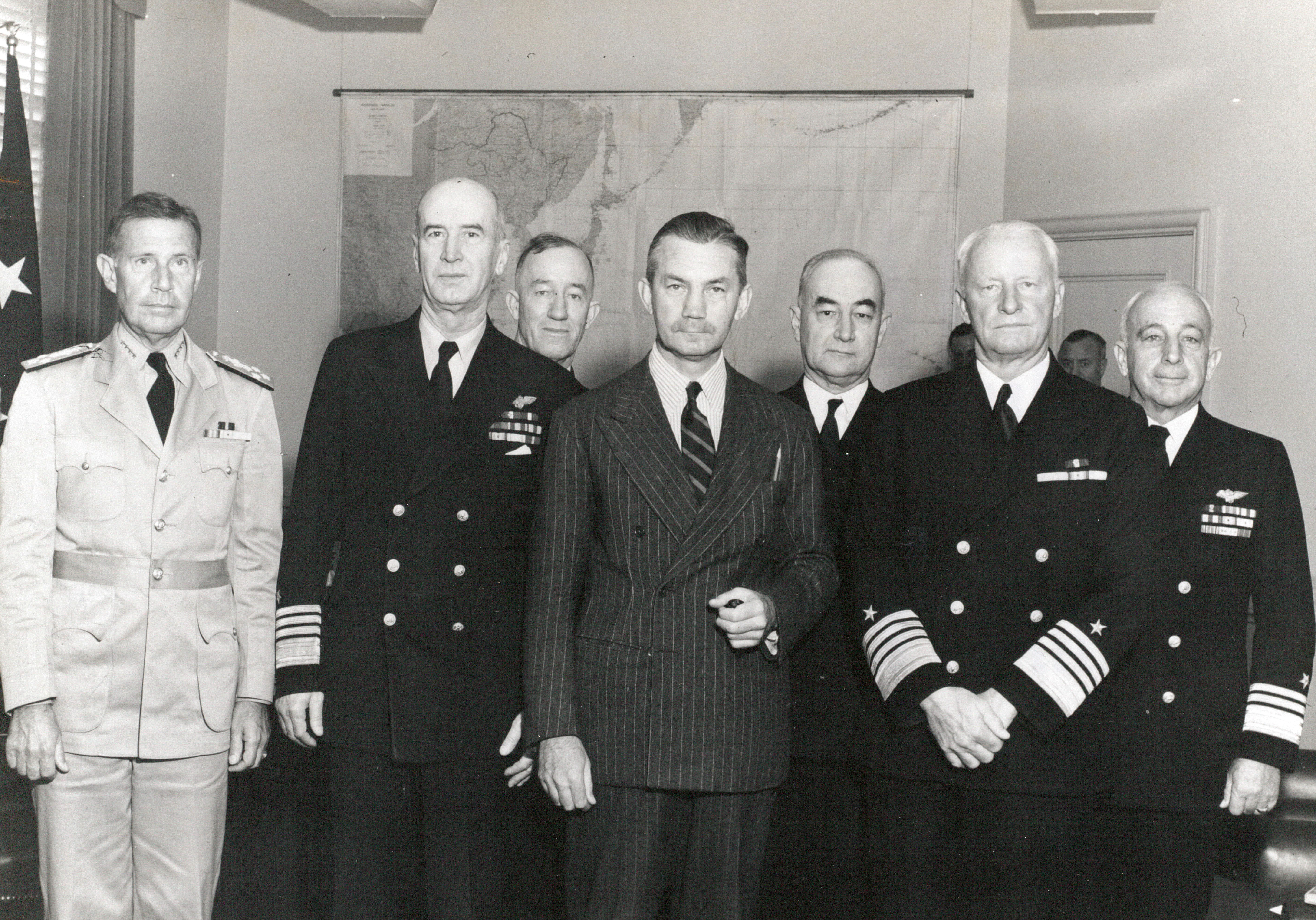
左から、スプルーアンス、アーネスト・キング大将、チャールズ・クック海軍少将、ジェームズ・フォレスタル海軍長官、ランドール・ジェイコブス海軍中将、チェスター・ニミッツ海軍大将、オーブリー・フィッチ海軍中将。ニミッツ提督とフィッチ提督の背後にフォレスト・シャーマン少将（1944年）

1943年5月30日に中将に昇進し、中部太平洋艦隊司令官に任命。この時指揮下にある兵力は正規空母6隻、軽空母5隻、護衛空母7隻、戦艦12隻、巡洋艦15隻、駆逐艦65隻、潜水艦10隻、上陸作戦用輸送船33隻、戦車揚陸艇 (LST) 29隻、タンカー22隻、陸軍航空隊爆撃機90機、海軍爆撃機・偵察機66機、海兵隊航空機200機という膨大なものであった。旗艦はスプルーアンスの故郷の名を冠する重巡洋艦「インディアナポリス」（CA-35）に定めている。この船は巡洋艦戦隊旗艦クラスの設備しか備えておらず、これだけの大艦隊を指揮するには収容能力が小さかったが、指揮・命令系統のスリム化を図る上で幕僚の数を「インディアナポリス」に収容できる範囲に制限する効果があった。スプルーアンス以下幕僚32人が乗船したが、32人という数はハルゼーの幕僚の半分程度の規模だった。この少数精鋭主義の幕僚陣をカール・ムーア大佐が参謀長として束ねた。ギルバート・マーシャル諸島の戦い（コードネーム「ガルヴァニック作戦」）の攻略戦を指揮した。1944年2月10日、大将に昇進。この頃、旗艦を新鋭戦艦「ニュージャージー」（BB-62）に移した。トラック島攻撃の際、戦艦「ニュージャージー」・「アイオワ」以下巡洋艦2隻、駆逐艦4隻を直率し、航空攻撃で撃ち漏らした日本の艦隊の追撃を行っている。
1944年3月、中部太平洋艦隊が第5艦隊と改称された。ウィリアム・ハルゼーの第3艦隊と交代で空母部隊を指揮した。スプルーアンスは第3艦隊司令長官のハルゼーと比較されることが多く、チェスター・ニミッツ大将は、スプルーアンスを「将の中の将」、ハルゼーを「卒の中の将」と評している。アーネスト・キング大将は、ハルゼーを「頭の悪い奴」、スプルーアンスを「米海軍提督の中で最も頭がいい」と評した。
1944年3月からパラオ諸島の攻撃を開始、4月には攻略完了している。旗艦を「インディアナポリス」に戻し、一旦真珠湾に帰港したのち、5月28日に再び出港。1944年6月、マリアナ諸島の攻略に着手し、マリアナ沖海戦で小沢治三郎中将が指揮する日本海軍の機動部隊に勝利する。7月9日、サイパン島、8月8日にはテニアン島、8月10日にはグアム島が陥落、マリアナ諸島の攻略に成功した。8月中旬、作戦部長アーネスト・キング大将の命令でムーア参謀長は解任、後任の参謀長アーサー・C・デイビス少将が着任した。8月末、サイパン島でハルゼー大将と指揮権を交替すると真珠湾に戻った。ニミッツは次の目標は台湾だろうと示唆したが、スプルーアンスは硫黄島と沖縄がよいと答えている。休養と次の作戦立案の最中の1944年10月にレイテ沖海戦が起こり、そこでハルゼーの猪突猛進が問題視されたが、「ビル・ハルゼーは日本からやってきた艦隊（小沢艦隊）に対して実によく行動した」と述べてハルゼーを擁護した。

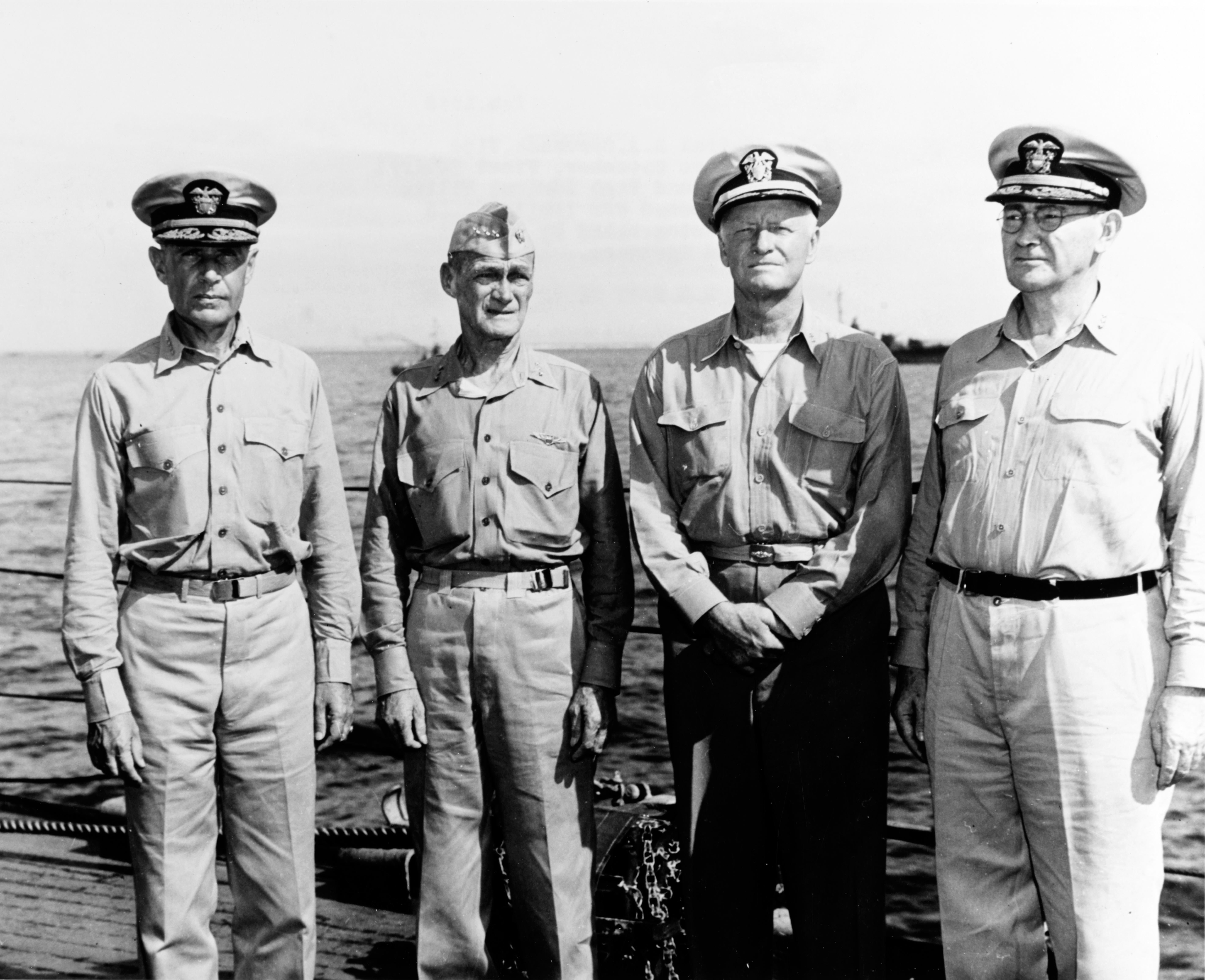
左からスプルーアンス、マーク・ミッチャー、チェスター・ニミッツ、ウィリス・A・リー（1945年2月）

1945年1月、真珠湾を出港、ウルシー環礁で指揮権を引き継ぐと硫黄島の戦いを指揮した。この戦いは軍部内で批判も強かったが、陸軍航空隊カーチス・ルメイ少将が「非常に大きな価値を持つ」と断言したため、作戦を断行した。2月末に硫黄島攻略を成し遂げると、一旦ウルシー環礁に帰還した。
3月14日、沖縄戦（「アイスバーグ作戦」）に向けて出港、3月18日に攻撃を開始した。この戦闘で、日本の特攻により、正規空母3隻が行動不能、空母「フランクリン」には爆弾2発が命中した。3月31日には旗艦「インディアナポリス」に特攻機が命中する。4月5日、戦艦「ニューメキシコ」（BB-40）に将旗を移す。4月1日、沖縄本島に米軍が上陸したが、日本軍の抵抗に上陸部隊の第10軍司令官サイモン・B・バックナー・ジュニア陸軍中将も怯み、スプルーアンスを落胆させた。4月6日、伊藤整一中将率いる戦艦「大和」以下の海上特攻隊を捕捉、モートン・デヨ少将の戦艦部隊に迎撃を命じ、同時に、艦隊には航空部隊も連ねていると推測したスプルーアンス大将は、マーク・ミッチャー中将に対しても、空からの脅威に対処するよう命じたが、攻撃隊の発艦準備を整えたマーク・ミッチャー中将から「貴官において攻撃されるや、あるいは当方において攻撃すべきや」との打電を受け、即座に"You take them"（君がやれ）と返信した。
5月12日、臨時旗艦「ニューメキシコ」にも特攻機が命中し、戦死54名・負傷119名が出た。ニミッツ元帥は司令部は限界に達していると判断、攻略作戦途中でハルゼー提督と交代という非常手段を取った。5月28日、ハルゼー提督が戦艦「ミズーリ」（BB-63）で沖縄西海岸沖に到着し、指揮権を交代すると、修理が完了していた「ニューメキシコ」でグアム島に帰還した。6月に陸上に司令部に移すと程なくしてアメリカ本土に休暇で帰国、1週間ほどモンロビアで過ごすとすぐにグアム島に戻った。8月14日にニミッツから正式に日本占領計画が発令され、旗艦を戦艦「ニュージャージー」に定め、準備に取り掛かった。8月15日の日本降伏のニュースはグアム島で聞いた。その時満足げな顔はしたが、特に何の感情も示さなかったと息子エドワードは回想している。

### 戦後
1945年8月27日、マニラ湾に到着。29日、ダグラス・マッカーサー陸軍元帥と対面した。マッカーサーに会ってみると日本に対する考えが同じであることが分かり、尊敬するようになった。後にマッカーサーであれば日本占領をうまく切り盛りできるだろうという旨の発言をしている。9月2日の戦艦「ミズーリ」での降伏文書調印式にマッカーサーから招待を受けたが、「ニミッツが自分の出席を求めるなら、ニミッツがそう言ったであろう」と答えて拒否し、この時沖縄中城湾で艦隊の指揮を執っていた。
在日海軍司令官の職務に就くと9月15日に和歌山に上陸、病院船「サンクチュアリー」他2隻に収容されたアメリカ軍捕虜を見舞うと17日に横浜港に入港、イギリス海軍のサー・バーナード・ローリングス中将のもてなしを受け、旗艦「キングジョージ5世」で久しぶりに深酒をした。後日アメリカ本国に帰国するハルゼーを見送ると、横須賀でマッカーサー率いる占領軍本隊（進駐軍）の上陸支援、機雷の掃海、捕虜の帰国に従事した。また、アメリカ軍兵士の強姦事件、花柳病、泥酔者が続発したので艦隊医官ウィルカッツ博士の提案で在日米海軍の管理下の慰安所を設置、犯罪・性病が激減したが、従軍牧師が連邦議員に「海軍が横須賀で売春を許可し、これを幇助している」と報告したため、海軍省はスプルーアンスに直ちに廃止するよう命令した。
11月、第5艦隊司令官の地位をジョン・H・タワーズ中将に引き継ぐと真珠湾に戻り待命、2週間後ニミッツ元帥の後任の太平洋艦隊司令長官に就任する。しかし、わずか2ヶ月ほどでタワーズ提督に譲ると、1946年2月1日から海軍大学校長となり1948年7月1日に退役した。スプルーアンスは終身現役の元帥にはなれなかったが、退役後も終身、大将の俸給を受けるという前例のない待遇を連邦議会から認められた。カリフォルニア州モントレー半島ペブル・ビーチで妻と引退生活を送っていたが、ハリー・S・トルーマン大統領の指名を受けて1952年1月に駐フィリピン大使に就任、1953年に退任する予定であったが、後に大統領となったドワイト・アイゼンハワーに慰留され延長、1955年まで務めた。その後、ペブル・ビーチに戻る。

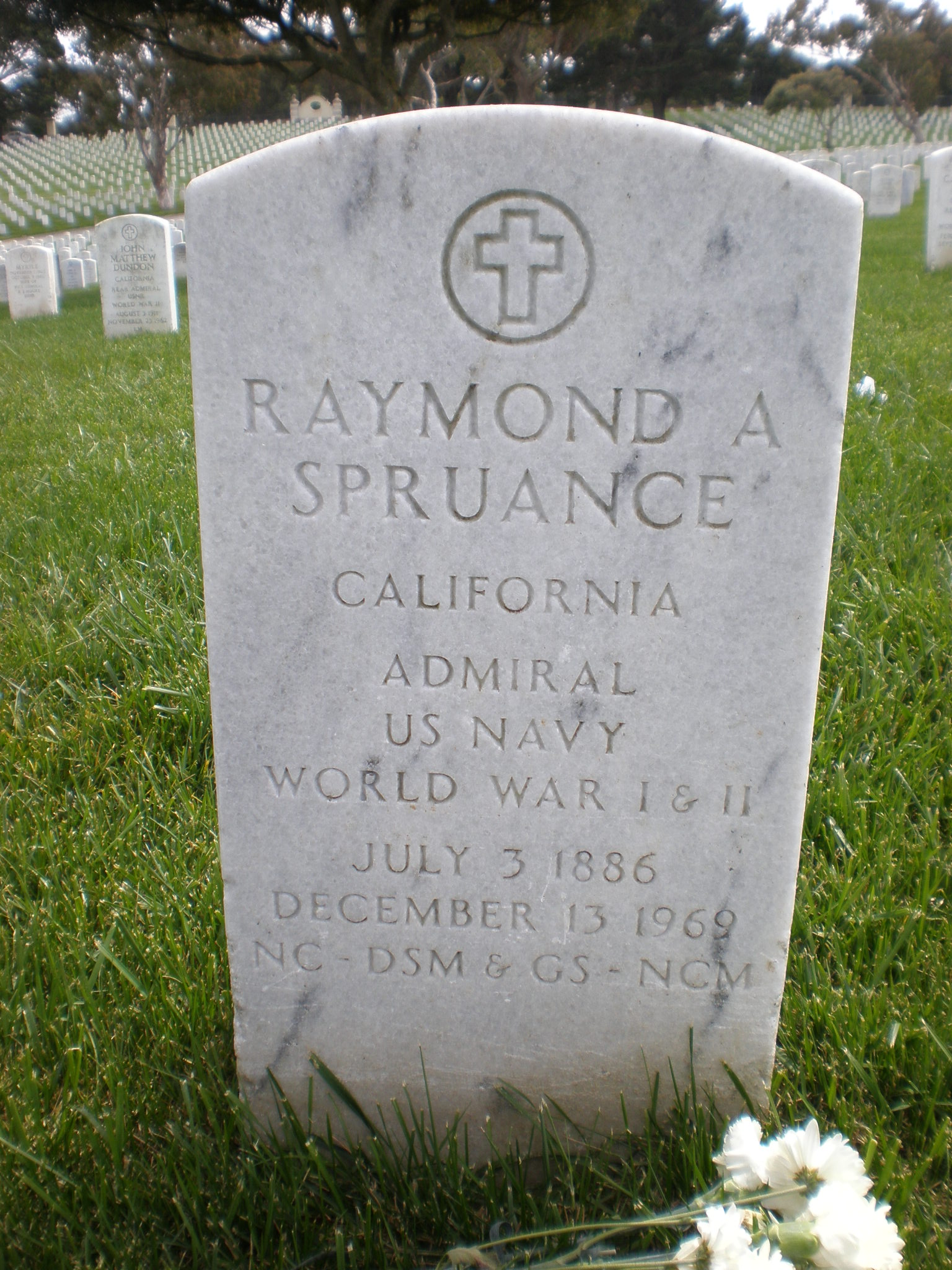
ゴールデンゲート国立墓地にあるスプルーアンスの墓石

1966年、椎間板ヘルニアと白内障を患い、後に動脈硬化症を併発する。1969年春、長男エドワードが交通事故死すると精神に異常をきたし、認知症のような状態に陥る。1969年12月13日、自宅で死去。享年83。最後の言葉は「私は妻にさよならを言いたいのだ」であった。海軍による葬儀ののち、サンフランシスコのゴールデン・ゲート国立墓地にニミッツ、ターナー両提督の墓と隣り合うように葬られた。スプルーアンス級駆逐艦のクラスネームとその1番艦（DD-963）、アーレイバーク級ミサイル駆逐艦の61番艦（DDG-111）は彼にちなんで命名された。

## 栄典
- 海軍十字章